# Władysław Kluger (inżynier)
Władysław Kluger (ur. 16 stycznia 1849 w Krakowie, zm. 29 lutego 1884 w San Remo) – inżynier budowlany, podróżnik, członek Akademii Umiejętności (od 1877) i badacz kultur indiańskich. 

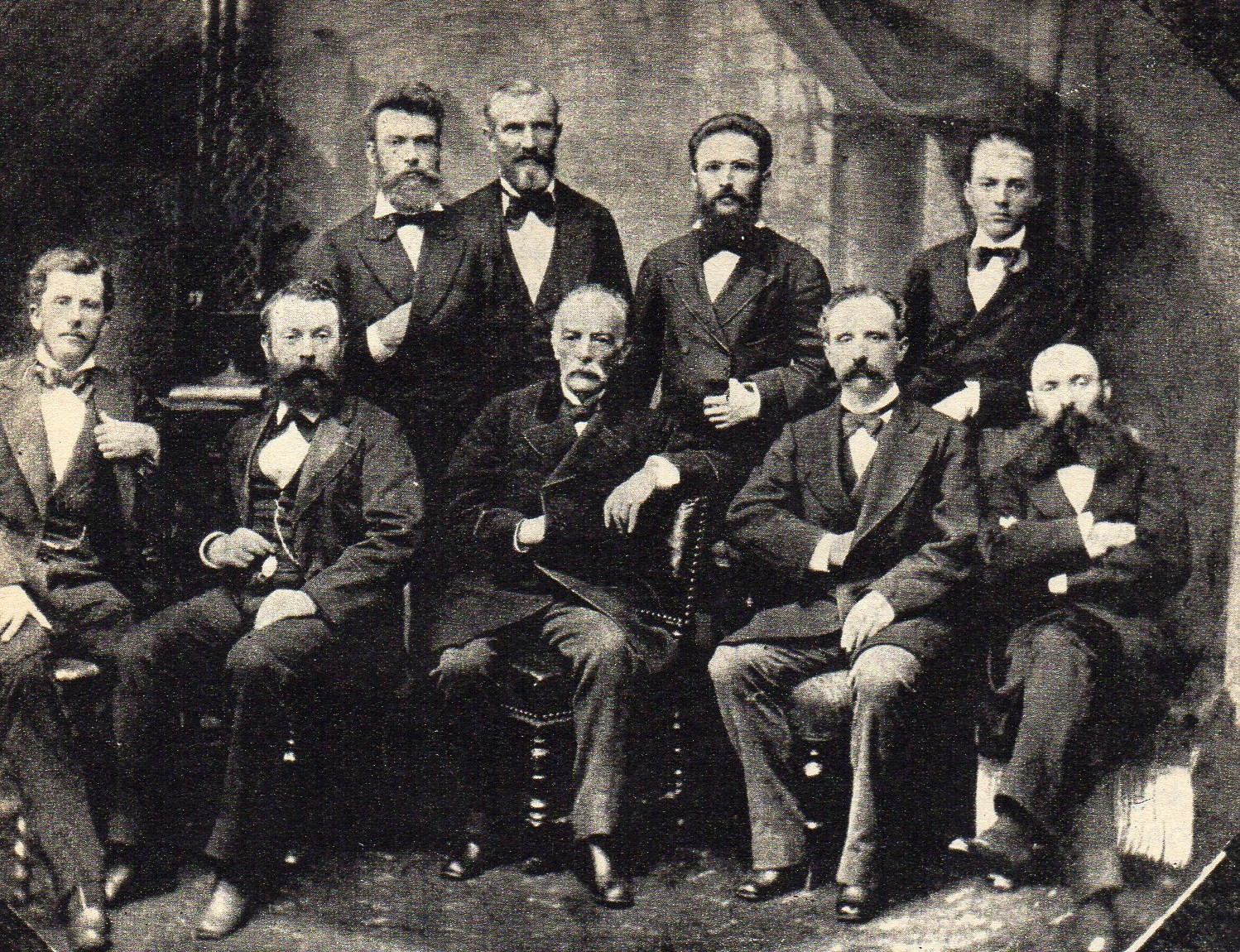
Z grupą polskich inżynierów, od lewej siedzą: Tadeusz Stryjeński, Władysław Folkierski (ojciec), Ernest Malinowski, Edward Jan Habich, Leonard Laskowski, a stoją: Ksawery Wakulski, Aleksander Babiński, Władysław Kluger (inżynier), Jan Sztolcman, Peru (1874)

## Życiorys
W 1868 ukończył Instytut Techniczny w Krakowie, w latach 1869–1873 odbył studia techniczne w École nationale des ponts et chaussées w Paryżu. W latach 1874–1878 przebywał w Ameryce Południowej, gdzie dla peruwiańskiego rządu zaprojektował i wybudował transandyjską linię kolejową, drogi (Tacna – La Paz) i kanały (m.in. przeprowadził kanał irygacyjny, który umożliwił sprowadzenie wód ze wschodnich stoków Andów na zachodnie). 
Kierował wyprawą naukowo-badawczą w Andy Peruwiańskie; przeprowadził badania wykopaliskowe na cmentarzysku w miejscowości Ancón. Wykładał także w Szkole Budowy Dróg i Mostów w Limie (Escuela de Ingenieres Civiles y de Minias), przez krótki czas był rektorem tamtejszej politechniki. Od 1880 przebywał w Krakowie; jako członek Komisji Wodociągowej miasta Krakowa opracował dwa projekty doprowadzenia wody pitnej z Regulic do Krakowa (nie zostały zrealizowane). Od 1882 członek redakcji Czasopisma Technicznego.
Liczne zbiory etnograficzne, antropologiczne i archeologiczne (ok. tysiąca eksponatów), które zgromadził podczas swych ekspedycji przekazał w 1876 w darze Muzeum Starożytności przy krakowskiej Akademii Umiejętności. Zachowany fragment tej kolekcji znajduje się obecnie w Muzeum Archeologicznym w Krakowie.
Opublikował m.in. Listy z Peruwii i Boliwii (Kraków 1877), oraz prace z dziedziny hydrauliki i wytrzymałości materiałów.
Był przybranym synem balneologa Michała Zieleniewskiego (drugiego męża swej matki). Jego syn Władysław był lekarzem i znanym kolekcjonerem.
Pochowany został na cmentarzu Rakowickim w Krakowie, w grobowcu rodzinnym Zieleniewskich w pasie 22.

## Publikacje techniczne
- Wykład hydrauliki wraz z teorją machin wodnych (wraz z F. Kucharzewskim 1873)
- Wykład wytrzymałości materjałów i stałości budowli (1877)[5].
- Sprawozdanie techniczne z obecnego stanu sprawy wodociągowej miasta Krakowa (1982).